# Nikolas Špalek
Nikolas Špalek (Vágsellye, 1997. február 12. –) szlovák korosztályos válogatott labdarúgó, a Komárno játékosa.

## Pályafutása

### Klubcsapatokban
Špalek a szlovák FC Nitra akadémiáján nevelkedett; a szlovák élvonalban 2014. március 1-én debütált a Spartak Trnava ellen, amely csapat 2014 nyarán szerződtette őt. 2015 és 2018 között az MŠK Žilina labdarúgója volt, 2017-ben szlovák bajnok lett a klubbal. 2018 januárjában a Bresciahoz igazolt. 2018 és 2022 között több mint száz bajnoki mérkőzésen szerepelt az olasz Brescia csapatában, közülük huszonöt mérkőzésen szerepelt és két gólt szerzett az olasz élvonalban. 2022. augusztus 12-én a szerb élvonalban szereplő a Topolyai SC csapatához szerződött. 2023 februárban szerződtette őt az MTK csapata. 2023-ban letette a magyar állampolgársági esküt.

### A válogatottban
Többszörös szlovák korosztályos válogatott, tagja volt a 2013-as U17-es labdarúgó-Európa-bajnokságon, a 2013-as U17-es labdarúgó-világbajnokságon és a 2017-es U21-es labdarúgó-Európa-bajnokságon szerepelt csapatoknak. 2019 novemberében meghívót kapott a szlovák felnőtt válogatottba a  Horvátország és Azerbajdzsán elleni európa-bajnoki selejtezőmérkőzésekre, végül egyik mérkőzésen sem lépett pályára.

## Sikerei, díjai
MŠK Žilina
- Szlovák bajnok (1): 2016–17